# Осы (комедия)
О́сы (др.-греч. Σφῆκες, лат. — Vespae) — комедия древнегреческого комедиографа Аристофана.

## История создания
Комедия «Осы» была представлена афинской публике на празднике Ленеи (в январе или феврале) 422 года до н. э. Одновременно были поставлены комедия «Репетиция» (др.-греч. Προαγών) авторства Аристофана под псевдонимом Филонида и «Послы» (др.-греч. Πρέσβεις) Левкона. Первое место присудили «Осам», второе — «Репетиции», третье — «Послам». Таким образом на этом празднике Аристофан одержал двойную победу.
На момент первой постановки «Ос» между Спартой и Афинами действовало годичное перемирие. Военные действия продолжались лишь в далёкой Фракии. В связи с тем, что военная тематика временно утратила свою остроту Аристофан направил свою сатиру на внутренние дела города и выбрал для этого важное для афинян учреждение — суд присяжных или Гелиэю.
Как и в других предшествующих «Осам» комедиях Аристофана «Ахарняне» и «Всадники» пьеса содержит множество нападок на популярного в Афинах политика Клеона. После постановки «Всадников» сторонники Клеона напали на комедиографа. Аристофана не только побили, но и заставили дать обещание, что впредь он не будет ничего писать против Клеона. В «Осах» Аристофан не только нарушил данное под угрозой физической расправы слово, но и пошутил по данному поводу:
Говорят, на мировую я пошел, когда Клеон
На меня налег, и мучил, и терзал на все лады.
Да. Когда с меня он шкуру начал заживо сдирать,
А над воплями в сторонке потешалася толпа, —
Ей и горя было мало и лишь то хотелось знать,
Отпущу ли и в тисках я шутку новую опять, —
Тут уж, чуя неустройку, я вильнул ему хвостом.
Но «тычина, знать, надула виноградную лозу».

## Сюжет
«Осы» являются одной из самых ранних дошедших до наших дней древних аттических комедий. Произведения этого жанра художественной литературы состояли из следующих частей: пролога, парода (выход в орхестру хора и исполнение им песни), агона (наивысшего противостояния), парабасы (поучительной речи хора к зрителям), балаганных сценок и эксода.
Пролог
Два раба, Сосий и Ксанфий, перед домом господина вводят зрителя в курс дела. Старик-гелиаст Филоклеон помешан на роли народного судьи. Он не спит по ночам, встаёт до рассвета и идёт в суд, чтобы занять первую скамью. Его сын Бделиклеон сначала пытался излечить отца от помешательства увещеваниями, жертвами богам и даже возил его в храм бога медицины Асклепия. Однако все его усилия оказались тщетными. Тогда он поставил рабов перед дверями, а сам занял место на крыше. Старик всевозможными невероятными способами, как то пролезть через щели под дверью и в черепице, старается сбежать из дома. Бделиклеону с рабами с большим трудом удаётся удержать Филоклеона в доме.
Парод
На сцену выходит хор гелиастов, товарищей Филоклеона, в виде ос с жалами. Вероятно, таким образом Аристофан решил изобразить их злобную придирчивость к подсудимым. Одновременно комедиограф относится к ним с нескрываемой симпатией. Суд присяжных состоял из стариков, некогда выигравших битву при Марафоне и победивших армию Ксеркса, то есть того типа людей, которых Аристофан искренне уважал.
Старики-гелиасты обеспокоены отсутствием своего товарища Филоклеона, в то время как их покровитель Клеон приказал им явиться на заседание пораньше. Ведь в тот день будут судить богача Лахета. Филоклеон через окно сообщает товарищам, что заперт сыном. «Осы»-гелиасты предлагают ему как-то выбраться на свободу. Тогда Филоклеон прикрепляет верёвку к окну и спускается. Это замечает Бделиклеон. Вместе с рабами он препятствует бегству отца. Завязывается драка с гелиастами, в которой старики проигрывают. Они угрожают Бделиклеону, что обвинят его в заговоре. На это молодой человек предлагает устроить словесный поединок между ним и отцом.
Агон
В агоне Филоклеон описывает могущество гелиаста, его значимость в афинском обществе. Он говорит, что все ему угождают и развлекают, демагоги льстят, да ещё за это и платят. Бделиклеон опровергает отца и доказывает, что гелиасты лишь игрушка в руках демагогов, которые натравливают их на собственных врагов. Однако желание судить не покидает Филоклеона. Тогда сын предлагает устроить ему «домашний суд». В комнату вносят всё необходимое для проведение судебного разбирательства. После вводят и обвиняемого — пса Лабета, который украл на кухне сицилийский сыр.
Первый эписодий
Происходит сцена «собачьего суда» в котором обвинителем выступает пёс из Кидафинейского дема, в котором зритель легко угадывал политика Клеона, а защитником Бделиклеон. Пёс-истец возмущён тем, что Лабет не поделил с ним украденный сыр. Бделиклеон в защитной речи перечисляет доблести Лабета, который в отличие от пса-обвинителя (т. е. Клеона) не сидит дома, а без устали переезжает с места на место. После речи защитника из дома выходят дети в собачьих масках и поднимают лай. Филоклеон, хоть и расстроган, не решается оправдать подсудимого. Тогда Бделиклеон ловко подсовывает отцу не ту урну для голосования, и Лабет оказывается оправданным.
Парабаса
Очнувшись, он соглашается оставить судейские иски и отдаться досугу, как подобает свободному человеку. Сын приводит Филоклеона на гулянку, но старец предается увеселениям и бежит за флейтисткой, отвешивая пощечины всем, кого встречает на пути домой. В финале комедии Бделиклеон в полном отчаянии, поскольку его отец совершенно лишен рассудка. Филоклеон вызывает всех поэтов-трагиков на соревнования в танце и сам же его начинает, а хор идет за ним.
Осы не знают себе равных в неустанном веселье. Главной темой комедии оказывается образование, а если выразиться точнее — «воспитание отца», однако, если сравнивать с «Облаками», здесь больше игры воображения и меньше сатиры. Характер Филоклеона прекрасно удался Аристофану, а обмен ролями между отцом и сыном выливается в одну из самых смешных сцен во всей мировой литературе — к эпизоду с Филоклеоном и флейтисткой. Для пьесы в целом характерны богатство поэтических средств выражения, полнота чувств и живость.

## Действующие лица
Главным действующим лицам комедии даны имена, характеризующие их отношение к Клеону.
- Филоклеон (в дословном переводе «Клеонолюб». В переводах встречается «Клеонослав»[15]) — старый афинянин
- Бделиклеон (буквально «Тот, кого тошнит от Клеона». Встречаемые в русских переводах варианты «Мстиклеон», «Клеоногрыз»[15]) — его сын
- Сосий, Ксанфий — рабы
- Пес Лабет (то есть хапуга)
- Пес кидафинский — истец
- Торговка
- Гость
- Дети
- Танцовщица
- Хор из двадцати четырёх стариков — присяжных, наряженных осами

## Описание Народного суда гелиэи в Древних Афинах
«Осы» Аристофана являются главным источником, который позволяет антиковедам делать выводы о работе суда присяжных гелиэи. В них, хоть и в комичной манере, описаны состав и характер работы суда присяжных, судебный инвентарь и ход судебных заседаний. Этот институт был одним из наиболее важных в политической жизни Древних Афин. Гелиасты проверяли избранных должностных лиц, принимали отчёты магистратов, ратифицировали международные договоры, распределяли налоги и рассматривали жалобы. Гелиэя стояла выше Народного собрания, так как в ней могли быть оспорены любые принятые гражданами решения и законы. В её состав входило 6 тысяч афинян, которых ежегодно переизбирали. При желании каждый афинян мог в течение жизни стать членом суда присяжных. Особенно привлекательной эта должность была для малоимущих граждан фетов. Заработок в три обола в день был относительно небольшим. Для богатых афинян он казался незначительным, для бедных становился основным источником дохода. Деньги раздавал специальный чиновник «колакрет». Их Аристофан в комедии называет «молоком колакрета».
Заседание, которых в году было до 300, начиналось утром. При входе гелиастов поджидали заискивающие участники судебных процессов:
С ложа только я сполз, а меня уж давно у ограды суда поджидают
Люди роста большого, преважный народ ... Подойти я к суду не успею,
Принимаю пожатия холеных рук, много денег покравших народных,
И с мольбой предо мной они гнутся в дугу, разливаются в жалобных воплях:
"Умоляю тебя, пожалей, мой отец! ...
Судьи стремились занять лучшие места. После фразы архонта: «Если кто из судей за дверьми, пусть войдёт!» — начиналось заседание. Опоздавших в зал не пускали и трёх оболов не платили:
И велит приходить тебе в суд на заре, не опаздывать: «Иначе всякий,
Кто к началу суда не придет из судей, трех оболов своих не получит».
По окончании прений начиналось голосование судей. Судьи проходили мимо двух урн для голосования и опускали специальный камешек, который выдавал архонт, в одну из них. При желании гелиаст мог опускать обе руки в обе урны, чтобы никто не догадался о его выборе. Затем «голоса» высыпали на специальный камень и подсчитывали. Если суд признавал вину, то истец предлагал одно наказание, а обвиняемый — другое. Решением архонта или следующим голосованием определяли, какое из них следует принять.
Суд над псом представляет собой сатиру на афинское судопроизводство. Аристофан через поведение Филоклеона показывает пороки гелиэи — предвзятость и безответственность. Ещё до начала заседания старик уверен в виновности обвиняемого и решает, что тот будет осуждён. Также он верит всему, что сказано против «ответчика». Критике подвергается эгоистические мотивы, а не желание улучшить положение дел в городе, обвинителей.
Речь Бделиклеона в защиту вороватого Лабета высмеивает используемые защитниками трюков. К таковым относятся упоминание былых заслуг («он славный добрый пёс, волков гоняет прочь … огромным стадом он умеет управлять … грызётся за тебя, у двери сторожит»), встречные атаки на обвинителя («отбросы разные Лабетка должен жрать — А этот годен лишь жилище сторожить, лежать в дверях, следить, что в дом к тебе несут, и долю требовать, — а не дадут — кусать»), попытки разжалобить судей, кульминацией которых становится появление рыдающих детей подсудимого щенков. Бделиклеон не сомневается в вине подзащитного. В отличие от современной судебной системы, судя по источнику, в Афинах виновного, чья вина доказана, могли и оправдать, если судьи считали его прежними действия достойными.
В «Осах» Аристофан даёт характеристику дел, которые разбирают гелиасты. К ним относились докимасия юношей, пересмотр завещаний, а также обвинения в государственных преступлениях (измена, растрата государственных денег, участие в заговорах по свержению государственного строя, стремление к тирании). Большинство из них были безосновательными. Аристофан шутит, что обвинение в стремлении к тирании стало настолько обыденным, что его используют на рынке обсчитанные покупатели и недовольные продавцы, а также публичные женщины:
В полдень к девке непотребной я зашел вчерашний день.
Оседлать ее собрался, а она озлилась вдруг
И вскричала: «Как! Ты хочешь Гиппием-тираном быть?»
Таким образом Аристофан в своей комедии «Осы» вывел следующую нелицеприятную для Афин картину одного из наиболее влиятельных государственных институтов. Преимущественно судьями являются дряхлые старики, которые занимаются разбором тяжб не из-за чувства долга, а за плату. Им льстит ощущение собственной значимости, возможность засудить богатого и знатного человека. Просьбы и мольбы обвиняемых льстили их чувствам. Неподотчётность и вседозволенность рождали у них ощущение вседозволенности.
Русский историк А. М. Ловягин (1870—1925) считал, что в «Осах» Аристофан исказил действительное положение вещей. Он утверждал, что достоверными являются лишь некоторые технические детали судопроизводства Древних Афин, в то время как всё остальное если и не полный вымысел, то явное преувеличение. Британский антиковед К. Довер (1920—2010) также считал, что автор изобразил судебную систему афинян недостоверно. Все негативные проявления Филоклеона по его мнению связаны не с занимаемой должностью гелиаста, а с тем, что он «любит Клеона». С этим политиком Аристофана связывали давние враждебные взаимоотношения. Также учёный отмечает, что Аристофан не предпринял никакой попытки улучшить гелиэю, или хотя бы описать как должен был бы выглядеть Народный суд.
Большинство антиковедов сходятся в том, что описание Народного суда в "Осах" представляет собой карикатуру. Естественно не все из 6 тысяч гелиастов были мелочными и злобными стариками. Однако большой удельный вес стариков логичен и закономерен. Во время Пелопоннесской войны, в которой на тот момент участвовали Афины, большинство молодых мужчин служили в армии и флоте. Жалование в три обола в день становилось своего рода пенсией старикам. Также неоспоримым фактом является то, что карикатура, чтобы иметь успех, должна иметь сходство с оригиналом. Описанная Аристофаном проблема вырождения важного государственного института Древних Афин Народного суда существовала.

## Политическая сатира
В «Осах» Аристофан продолжил едкую критику влиятельного афинского политика и демагога Клеона. Главным действующим лицам даны имена-производные от Клеона. Аристофан обвинил этого политика в том, что тот путём лести и подкупа подчинил себе Народный суд.
«Собачий суд» был не только пародией на афинское судопроизводство, но и отображал конфликт между демагогом Клеоном и полководцем Лахесом. Пёс Лабет, как и Лахес, происходил из Эксонского дема. Комедия «Осы» указывают на наличие вражды между двумя афинянами. По всей видимости Клеон привлекал, либо собирался привлечь, полководца к суду по обвинению в растрате денег («украл сицилийский сыр») во время сицилийской экспедиции 427—426 годов до н. э.
Также в «Осах» содержится информация, которая объясняет причину популярности демагогов и Клеона в частности в афинском обществе. Клеон добился увеличения ежедневной платы гелиастам, снабжал их работой привлекая множество граждан к суду. Кроме того демагоги привлекали гелиастов на свою сторону лестью, вниманием и угодливостью:
Сам горластый Клеон, оглушающий всех, только нас не грызет, а надежно
Нас он держит в руках, от напастей хранит, надоедливых мух отгоняя.
Я отец твой, но ты никогда вот меня не утешил подобным вниманьем.
А Феор, например? Ведь такой человек не уступит ни в чем Эвфемиду,
Но и он не гнушается с губкой в руках нашу обувь почистить над тазом.

## Переводы на русский язык
- Аристофан. Комедии. Фрагменты / Под ред. В. Н. Ярхо, пер. с древнегреч. А. Пиотровского. М.: Ладомир, Наука, 2000.
- Аристофан. Комедии: В 2-х т. Т. 1. М.: Искусство, 1983. "Осы" - пер. с древнегреч. Н. Корнилова под ред. В. Ярхо.